# یوکی شیمادا
یوکی شیمادا (ژاپنی: 島田 祐輝؛ زادهٔ ۱۸ نوامبر ۱۹۸۶) یک بازیکن فوتبال اهل ژاپن است.
از باشگاه‌هایی که در آن بازی کرده‌است می‌توان به باشگاه فوتبال میتو هولیهوک اشاره کرد.